# 灌口城隍庙
灌口城隍庙，又名都江堰城隍庙，位于中国四川省成都市都江堰市幸福路，坐落在玉垒山南麓、都江堰景区旁玉垒山广场北侧。1991年4月16日公佈為四川省第三批文物保護單位。2013年3月5日列為第七批全國重點文物保護單位。
城隍庙始建于明朝，毁于兵火后重建于清乾隆四十七年（1783年）。整个庙宇依山而建，面向灌县古城，由山门而入为一条笔直的上行梯道通向十殿，两侧相互对称，连接跌落，飞檐两层、三层相间，如群雁展翅凌空，极具艺术价值。